# ПАР на зимових Олімпійських іграх 1994
ПАР брала участь у Зимових Олімпійських іграх 1994 року в Ліллегаммері (Норвегія), після тридцятичотирьохлітньої перерви, вдруге за свою історію, але не завоювала жодної медалі. Збірну країни представляли один чоловік і одна жінка.

## Фігурне катання
Спортсменів — 1
Чоловіки
| Спортсмен          | Вид                       | Коротка програма | Коротка програма | Довільна програма | Довільна програма | Підсумок | Підсумок |
| Спортсмен          | Вид                       | Очки             | Місце            | Очки              | Місце             | Очки     | Місце    |
| ------------------ | ------------------------- | ---------------- | ---------------- | ----------------- | ----------------- | -------- | -------- |
| Діно Кваттросесере | Чоловіче одиночне катання | 11,5             | 23               | 24,0              | 24                | 35,5     | 24       |

## Шорт-трек
Спортсменів — 1
Чоловіки
| Спортсмен  | Вид    | Відбірковий раунд | Відбірковий раунд | Чвертьфінал | Чвертьфінал | Півфінал   | Півфінал   | Фінал      | Фінал      | Підсумкове місце |
| Спортсмен  | Вид    | Результат         | Місце             | Результат   | Місце       | Результат  | Місце      | Результат  | Місце      | Підсумкове місце |
| ---------- | ------ | ----------------- | ----------------- | ----------- | ----------- | ---------- | ---------- | ---------- | ---------- | ---------------- |
| Сінді Меєр | 500 м  | 1.17,18           | 4                 | Не пройшла  | Не пройшла  | Не пройшла | Не пройшла | Не пройшла | Не пройшла | 29               |
| Сінді Меєр | 1000 м | 1.47,85           | 3                 | Не пройшла  | Не пройшла  | Не пройшла | Не пройшла | Не пройшла | Не пройшла | 23               |